# سامرزویل (کنتاکی)
سامرزویل (به انگلیسی: Summersville) یک منطقهٔ مسکونی در ایالات متحده آمریکا است که در شهرستان گرین، کنتاکی واقع شده‌است. سامرزویل ۷٫۵ کیلومتر مربع مساحت و ۵۶۸ نفر جمعیت دارد و ۲۴۵٫۰۶ متر بالاتر از سطح دریا واقع شده‌است.